# مادلن دو سبله
مادلن دو سبله (به فرانسوی: Madeleine de Sablé) نویسنده قرن شانزدهم میلادی اهل فرانسه است.